# 시어스

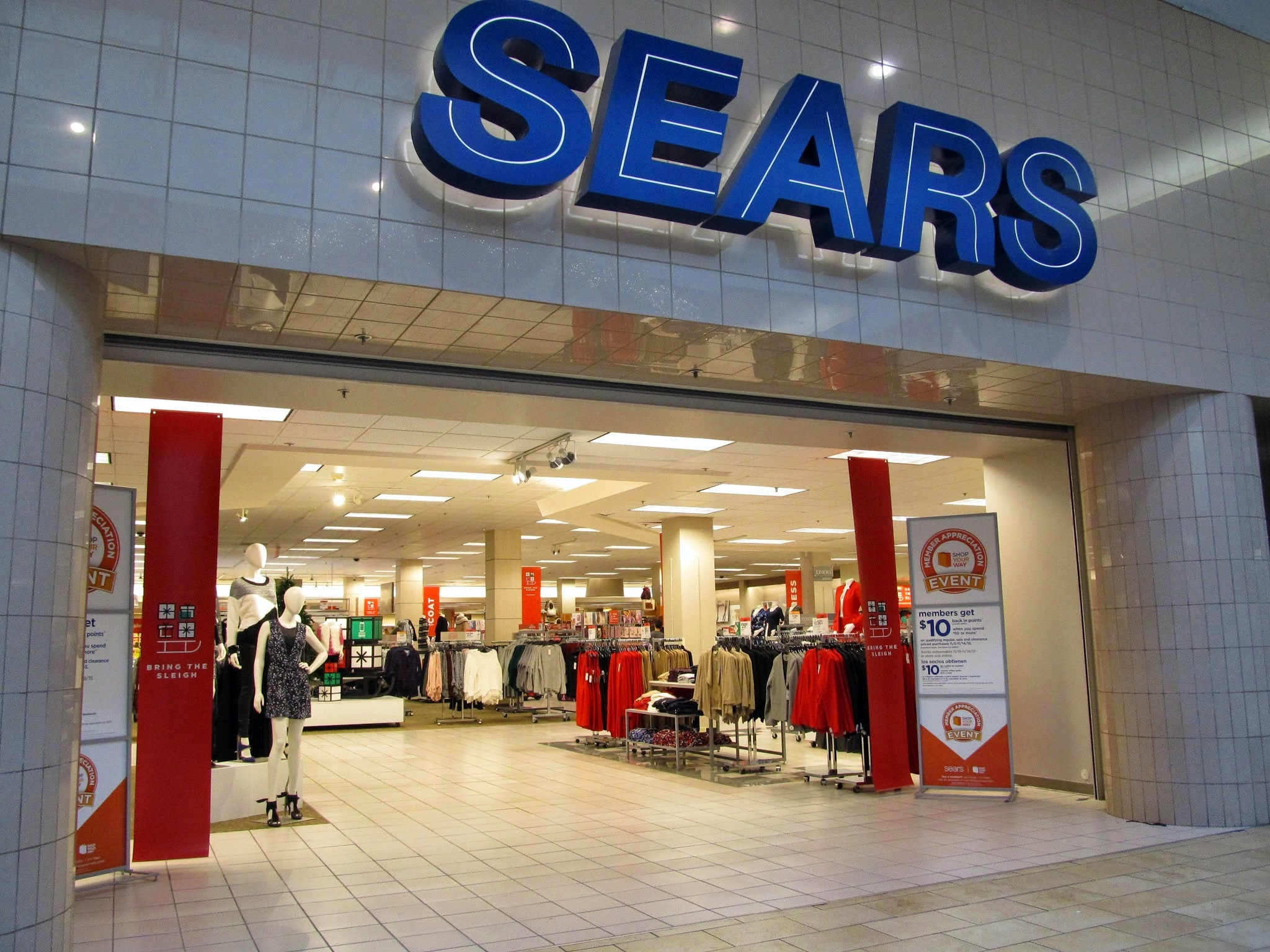
캐나다 온타리오 주 웰랜드 시에 위치한 시어스 매장

시어스(Sears, Roebuck and Company)는 미국의 다국적 유통업체이다. 캐나다의 시어스 캐나다 사를 소유했고, 멕시코의 시어스 멕시코사와 그 자회사로 과테말라에서 영업하는 홈마트(Homemart)는 멕시코 현지 기업에 매각했다. 2017년 기준으로 시어스는 미국에서 23번째로 큰 소매업체이었다. 여러 해 동안 판매량이 감소하면서 모회사는 2018년 10월 15일 챕터 11 파산 보호를 신청했다. 구조조정과 매각을 거쳐 2023년 기준 18개 점포만 남았다. 

## 역사

### 창업
시어스는 1893년 리처드 워런 시어스와 알바 로벅이 '시어스앤드로벅'이라는 이름으로 세계 최초 통신판매 회사를 설립하며 시작됐다. 이들은 동네 상점에서 비싼 값에 시계를 사는 농부들에게 카탈로그를 보여주며 제품을 설명하고, 상점보다 싼 가격에 시계를 판매했다. 먼 곳에서 카탈로그를 보고 시계를 주문하는 농부들에게는 소포로 제품을 보내줬다. 이후 시어스앤드로벅은 재봉틀, 가구, 옷 등 다양한 제품을 판매했는데, 가장 부피가 큰 상품은 주택이었다.  1920년대 카탈로그에서 주문한 주택에 해당하는 기본 재료를 배달해 주는 키트홈(Kit homes)을 판매했는데, 배달 받은 나무, 시멘트와 타일 등의 구성품을 가지고 건축주가 직접 지어서 집을 완성하는 형태였다. 거실과 방 4개가 있는 2층 집을 1,989달러에 주문할 수 있었다. 전화번호부 같이 두꺼운 카탈로그는 성경 다음으로 미국 소비자들이 많이 보는 책이었다. 
이 시기 시어스는 혁신의 아이콘이었다. 통신판매 업체 특성상 시어스는 많은 제품을 거대한 창고에 보관해야 했는데, 이 과정에서 제품을 관리하고 배송하는 데 필요한 효율적인 시스템을 개발한 것이다. 당시 헨리 포드가 이 시스템을 배우기 위해 공장을 방문하기도 했다. 

### 전성기
도시화로 기존의 고객인 농민들이 도시로 이동하고 자동차가 보급되면서 통신판매 수요가 줄었다. 시어스는 연방정부 통계를 집요하게 연구하고 도시의 성장과 남부, 서부로의 확장이라는 새 트렌드를 읽었다. 도심 곳곳에 상점을 설치한 유통 체인으로 변모했다. 1925년 시어스의 첫 지점이 개장한지 불과 4년 만에 상점 수는 300개까지 팽창했다. 동시에 자동차 부품과 수리용 공구, 그리고 자동차 보험을 한 상점에서 팔아 늘어난 자동차 수요에 부응했다.
제2차 세계 대전 이후 시어스는 TV, 냉장고, 세탁기 등 가전제품을 판매하는 미국 대표 소매업체로 성장했다. ‘다이하드 자동차 배터리’ ‘로드핸들러 타이어’ ‘위니더푸 어린이 옷’ 등 다양한 제품을 내놓으며 인기를 끌었다. 50년 가까이 시어스는 미국 1위 유통업체 자리를 유지했고, 사세가 정점에 달했던 1970년대에는 미국 전역에 3500개 점포를 운영했고 매출이 미국 국내총생산(GDP)의 1%에 이르렀다. 1980년대 시어스는 금융업에 진출해 증권사 딘 워터와 부동산 투자사 콜드윌 뱅커를 인수하고, 보험사 올스테이트와 신용카드 업체 디스커버를 창립했다. 이들 기업들은 모두 1990년대에 매각된다. 카탈로그 판매도 1994년 중단했다.

### 몰락
1990년대 닥친 유통 업계의 지각 변동에 시어스는 경쟁사에 1위 유통업체 자리를 내줬다. 시어스를 찾는 소비자가 줄어들면서 판매가 줄었고 실적은 악화됐다. 월마트, 타깃, 베스트 바이, 홈디포 등 상자에 담긴 저가의 상품을 대량으로 파는 할인점들이 시어스를 앞질렀고, 아마존, 이베이 등 새로운 경쟁자가 등장해 시어스의 입지는 더 줄었다. 시어스 경영진은 이런 변화를 무시하며 장기적으로도 월마트가 시어스를 따라잡기는 어려울 것이라고 주장했다. 저가 제품을 판매하는 월마트는 좋은 품질의 제품을 파는 시어스의 경쟁 상대가 아니라고 본 것이다. 시어스가 안일하게 경영을 하며 지점 운영을 각 지점 직원에 의존하는 동안, 월마트는 새로운 IT기술을 활용해 모든 상점의 거래 현황을 기록해 통계 처리하고 상점 운영에 반영했다. 1990년 월마트의 매출이 시어스를 넘기 시작했다.
2005년 초 사세를 반전시키기 위해 다우 존스 산업 평균 지수중에 하나였던 케이마트(Kmart)에 인수되어 시어스 홀딩스 주식회사를 설립했다. 양사의 합병으로 연간 매출 550억달러, 3500여개의 매장을 갖춰 월마트와 홈디포에 이은 미국 3위의 거대 유통업체가 탄생했지만 사정은 변하지 못했다. 위기 상황에 비용을 줄이고 핵심 사업 부문과 부동산 등 자산을 매각했지만 2018년 파산을 피하지 못했다. 파산 계획의 일환으로 시어스는 당시 보유하던 687개 시어스와 K마트 지점 중 수익성이 없는 142개 지점을 폐쇄키로 했다. 모회사 시어스 홀딩스는 헤지펀드에 자산을 매각하고 2019년 문을 닫았다.

## 같이 보기
- 윌리스 타워